# HD 156
HD 156 — звезда, которая находится в созвездии Кита на расстоянии около 427 световых лет от нас.

## Характеристики
HD 156 — звезда 7,311 величины, невидимая невооружённым глазом. Впервые в астрономической литературе она упоминается в каталоге Генри Дрейпера, изданном в начале XX века. Это жёлто-белый субгигант, имеющий массу, равную 1,87 массы Солнца. Возраст звезды оценивается приблизительно в 1,1 миллиарда лет. Планет в данной системе пока обнаружено не было.